# Zittersheim
Zittersheim (Zitersche in francone renano) è un comune francese di 253 abitanti situato nel dipartimento del Basso Reno nella regione del Grand Est.

## Società

### Evoluzione demografica
Abitanti censiti